# Ropalidia sericea
Ropalidia sericea är en getingart som beskrevs av Cameron 1905. Ropalidia sericea ingår i släktet Ropalidia och familjen getingar. Inga underarter finns listade i Catalogue of Life.